# Рамзес XI
Рамзес XI (Khaemwaset II /Menmaatre Setpenptah) е десети и последен фараон от Двадесета династия на Древен Египет. Управлява в Долен Египет със столица Танис през 1107/5 – 1077/8 г. пр.н.е. (1094 – 1064 г. пр.н.е. в алтернативни хронологии).

## Управление
През управлението на късните фараони от 20-а династия, централната власт в Египет отслабва. Задълбочават се сепаратизма и децентрализацията. От властта на фараона отпада Горен Египет, където се установява военно-теократично управление на влиятелното жречество на култа към Амон в Тива. Показателно е, че на два релефа в Карнак, върховния жрец на Амон, Аменхотеп, е изобразен като фараон.
Царуването на Рамзес XI било смущавано от нападения на либийски мародери от запад, слаба реколта и глад, масови плячкосвания на царски гробници и гражданска война. През този период богатствата в гробниците на фараоните от 19-а и 20-а династия били ограбени от жреците и персонала на некропола.
В опит да се противопостави на силното жречество, отцепило се в Горен Египет, Рамзес XI нарежда на Panehsy, вицекрал на Нубия, да предприеме военни действия срещу тиванските жреци. Между 17-а и 19-а година от управлението на Рамзес XI, нубийската армия на Panehsy настъва на север и обсажда жреците на Амон в Мединет-Хабу, но скоро след това своеволно продължава към Среден Египет, където се отдава на грабежи. В отговор Рамзес XI изпраща армия, която прогонва нубийците обратно на юг, но предводителят на фараонската армия Piankh на свой ред се обявява за фараон в Тива.
Към края на управлението на Рамзес XI Горен Египет окончателно се е обособил като самостоятелна държава под управлението на Херихор, върховният жрец на Амон в Тива. В Долен Египет следващ фараон става Смендес, с когото започва нова династия.